# Украинска кухня
Украинската кухня (на украински: українська кухня) е традиционната кухня на украинския народ, с характерен стил на готвене, свързан с неговата култура.
Украинската кухня се развива в продължение на много векове. На територията на съвременна Украйна, тя остава доста еднородна както по отношение на набора от използвани продукти, така и по методите за тяхната преработка. Някои от нейните ястия са широко разпространени сред други народи, особено славянските – както сред източните, така и сред западните.

## История
Всяка национална кухня се влияе преди всичко от мястото, където се приготвя храната. За украинците това място се нарича вариста піч, пещ от затворен тип. Затова украинската кухня използва предимно техниките на варене, задушаване и печене.
В допълнение, украинската кухня е възприела някои технологични техники от кухните на съседните народи, по-специално пърженето на продукти в силно загрято масло, което е присъщо на татарската и турската кухня. От немската кухня е заимствано мляното месо (сиченики), а например от унгарската – употребата на червен пипер.
Географските и климатичните условия на украинския народ са разнообразни и дават възможност да се използват продукти както от реколта, така и животински продукти. Развъждането на едър рогат добитък, ловът и риболовът са направили менюто доста разнообразно, макар че дори и в началото на 19 век, месните ястия са се смятали за празнични.
Първите украински готвачи се появяват в манастирите и в княжеските дворове. Още през 11 век сред монасите в Киево-Печерската лавра има няколко готвачи. Те се появяват и в богати семейства, в които съпругата няма време да готви.
В украинската кухня широко се използват яйца – не само за приготвяне на различни видове ястия и омлети, но и при религиозното приготовление на ястия за празниците и като допълнение към всякакви блюда от сладки брашна, извара или плодове.
Благодарение на географските (и съответно кулинарните) открития от 16 – 18 век в Украйна се появяват значителен брой различни растения, които обогатяват, разширяват и разнообразяват ястията на украинската кухня. През 18 век в Украйна се разпространяват картофите, които се използват за приготвяне на първи и втори ястия и гарнитури за рибни и месни блюда. Въпреки че в Украйна не се превръщат във „втори хляб“, за разлика от Беларус, те намират широко приложение и оттогава почти всички първи ястия започват да се приготвят с картофи.
През 17 век в Украйна се появяват и слънчогледът и горчицата, които играят важна роля в развитието на украинската кухня. Слънчогледовото масло започва да се използва широко вместо вносния гръцки зехтин, а горчицата се използва за приготвяне на масло и като подправка за студени и горещи месни ястия.
Окончателно съвременната украинска кухня се оформя през 19 век, когато се появяват доматите. Освен тях, украинската кухня по това време възприема и други зеленчуци – сините патладжани, които дотогава са били считани за бусурмански и не се употребявали за храна, както и захарното цвекло, от което започва да се произвежда захар, което значително обогатява националната кухня. Захарта става достъпна за по-голямата част от населението поради намалената си цена, и значително разширява асортимента. В менюто се появяват сладки десерти и пудинги. Изборът от напитки също се разширява – включват се сладки ликьори, варенухи и др.
Притежавайки общи черти, украинската кухня има своите регионални характеристики. Съществува карпатска (хуцулска) кухня, полеска кухня и кухня на централна Украйна.
- Украински борш
- Вареники с череши
- Сланина с крутони

### Месо и риба
Използва се както месо от домашни (прасета, крави, кози, овце) и диви (глигани, зайци) животни, така и от птици (пилета, гъски, патици, гълъби, тетереви, лешници) и риба (есетра, змиорка, шаран, платика, лин, щука, кротушка, костур, карас). Съществува мнение, че широкото използване на свинско месо в украинската кухня се дължи на факта, че татарите, които редовно са нахлували в украинските земи, са обирали храната на домакинствата, оставяйки само прасетата, чието месо не са използвали поради религията си.
Широко използван продукт в украинската кухня е сланината под всякакви форми. Използването ѝ е изключително разнообразно. Тя се яде сурова, осолена, пушена, пържена и е основата на много ястия, главно от празничната кухня. Като правило се допълва с друго месо, за да се придаде сочност, смила се с чесън и сол, като се получава питателна маса за сандвичи.

### Зърнени храни
Кухнята включва както зърнени култури и преработени техни продукти, така и рзлични видове зеленчуци (зеле, ряпа, лук, чесън).
Хлябът, както квасен, така и безквасен под формата на галушки, пресен хляб с маково семе и мед, винаги е заемал първото място сред растителната храна. Пшеничен хляб (на украински: паляниця) се е приготвял предимно за празниците. В останалите дни основното ястие на масата е бил ръжения хляб (на украински: житній). От пшеница също се е приготвяло не само брашно, но и различни зърнени храни, от които се е варило кутя. През XI-XII век от Азия в Украйна е пренесена елдата, от която също започва да се прави брашно и различни храни. В украинската кухня се появяват гречаники, пампушки от елда с чесън, галушки от елда със сланина и други ястия. Използват се също просо, ориз (от 14 век) и бобови култури като грах, фасул, леща, боб и др.
Предпочитният вид тесто сред украинците е безквасното, от които има няколко различни вида, а за сладкарските изделия – масленото тесто.

### Зеленчуци и плодове
На второ място са градинските и дивите зеленчуци и плодове. Консумират се моркови, цвекло, репички, краставици, тиква, хрян, копър, кимион, анасон, мента, кулган, ябълки, череши, сливи, боровинки, малини и др. Пчелният мед е играл значителна роля в храненето, тъй като по това време захарта не е била достъпна. За готвене се използвали и различни видове животински мазнини и растителни масла, оцет и орехи.
С течение на времето навлизат черници и дини от Централна Азия в Украйна, царевица, домати и червен пипер от Америка; и започват да се отглеждат в Южна Украйна и използват за храна.
Основната гореща храна са отварите от риба и месо с добавка на зеленчуци с общото наименование юшка. Оригиналността на украинската кухня се изразява в преобладаващото използване на такива продукти като цвекло, свинска мас, пшенично брашно, както и в така наречената комбинирана топлинна обработка на голям брой продукти (украинският борш е типичен пример), когато към цвеклото се добавят още компоненти, които предизвикват и развиват вкуса ѝ.

### Напитки
Млечните напитки са типични за украинската кухня, особено популярни са напитки от топлено, кисело и ферментирало мляко.
Сред по-старите традиционни украински напитки са получените по метода на естествената ферментация като медовина, бира, квас и узвар.
През 14 век се появява водка (горилка). На нейната основа се правят множество тинктури. Популярен ликьор е черешовият. По домашен метод в Украйна се прави самогон от захар и различни плодове или зеленчуци. Широко разпространена е варенухата – гореща алкохолна напитка от водка или самогон, с мед и подправки.
Производството на вино отдавна е широко разпространено на територията на Украйна, първоначално в южните райони на страната.

## Състав на ястията

### Супи
- Борш
- Зелен борш
- Грахова супа
- Супа от елда
- Капустник

### Втори блюда
- Вареники
- Вухо – ястие, приготвено от свински уши
- Сланина с чесън
- Галушки
- Крученики – руло от месо или риба с различни пълнежи
- Бигос
- Мачанка – ястие от домашно сирене и сметана
- Печеня
- Сиченики – приготвени от мляна кайма
- Цибулники – лучени сладки или лучени палачинки
- Зелеви сарми
- Деруни
- Дрочьона – картофена запеканка
- Цвикли – пикантно ястие, приготвено от цвекло, хрян и подправки
- Пръжки
- Зрази
- Картопляники – палачинки, приготвени от варени нарязани картофи с добавен пълнеж
- Саламата – течна каша или желе от запържено брашно
- Кървавица
- Гурка (вид наденица)
- Татарски бифтек
- Кулеш – каша с месо или сланина
- Банош – гуцулска каша
- Мамалига – варена каша от царевично брашно
- Шпундра – задушено свинско месо с цвекло в квас
- Буженина – варено свинско месо

### Ястия от брашно
- Пампушки
- Вергуни – печени изделия от тесто без мая
- Бублики
- Коржики
- Хворост – крехки бисквити
- Ватрушки
- Паляница (хляб)
- Сушки

### Ритуални блюда
- Кутя
- Кравай
- Лежен – сватбен обреден хляб, вид калач
- Коливо
- Паска
- Калач

### Други ястия
- Оладии
- Гречаники – ястие от кайма с добавена варена елда
- Налистники
- Млинци (палачинки по украински)
- Сирники

### Десерти
- Сланина в шоколад
- Бабка – ванилова торта, направена от тесто с мая
- Киевска торта
- Пляцок – тънък сладкиш или пай, който се прави на слоеве с всякакви пълнежи
- Сластени – десертно ястие под формата на тестени топки
- Сметаник – изделие с пълнеж от сметана
- Ябчанка – охладен ябълков десерт
- Конфитюри

- „Котлет по киевски“
- Сирники
- Киевска торта